# Вилбургштетен
Вилбургштетен (њем. Wilburgstetten) општина је у њемачкој савезној држави Баварска. Једно је од 58 општинских средишта округа Ансбах. Према процјени из 2010. у општини је живјело 2.094 становника. Посједује регионалну шифру (AGS) 9571224.

## Географски и демографски подаци
Вилбургштетен се налази у савезној држави Баварска у округу Ансбах. Општина се налази на надморској висини од 437 метара. Површина општине износи 25,3 km². У самом мјесту је, према процјени из 2010. године, живјело 2.094 становника. Просјечна густина становништва износи 83 становника/km².

## Међународна сарадња
| Мјесто | Држава     | Врста сарадње | Од    |
| ------ | ---------- | ------------- | ----- |
|        | Чешка      | пријатељство  | 2000. |
|        | Швајцарска | партнерство   | 2000. |
|        | Француска  | партнерство   | 2000. |
|        | Чешка      | пријатељство  | 2000. |
| Извор  |            |               |       |